# Keerthi Pandian
Keerthi Pandian (née le 18 février 1992) est une actrice indienne qui travaille principalement dans des films tamouls. Après une brève carrière en tant que danseuse et actrice de théâtre, elle fait ses débuts au cinéma en 2019 avec Thumbaa. Elle est ensuite acclamée par la critique pour sa performance dans le thriller de survie Anbirkiniyal réalisé par Gokul.

## Enfance
Keerthi Pandian nait le 18 février 1992 à Chennai, Tamil Nadu. Elle est la fille de l'acteur et homme politique Arun Pandian et de son épouse Vijaya Pandian. Elle a deux sœurs aînées nommées Kavitha Pandian et Kirana Pandian, et une cousine Ramya Pandian, qui est également actrice. Keerthi fait ses études à Chettinad Vidyashram à Chennai où elle obtient son diplôme.

## Carrière
Après avoir obtenu son diplôme, Pandian commence sa carrière en tant que danseuse de ballet et de salsa, puis se tourne vers le théâtre en 2015. Elle est également directrice des opérations chez A&P Groups, une société de distribution de films appartenant à son père, et travaille pour des films tels que Savaale Samaali (2015) tout en dirigeant simultanément sa propre société de distribution à Singapour,,. Au début de sa carrière dans l'industrie du cinéma, Pandian ne reçoit pas beaucoup d'offres de films de la part des réalisateurs en raison de la discrimination liée à sa couleur de peau et à son insuffisance pondérale,,. Elle décline d'autres offres parce qu'elle estime qu'elle n'a pas de rôle important à jouer ; lors des auditions, elle se présente toujours simplement par son prénom pour éviter l'apparence de népotisme en tant que fille d'Arun Pandian,,.
Pandian est approchée par le réalisateur Harish Ram qui lui propose un rôle principal dans le film Thumbaa (2019) ; elle accepte, faisant ainsi ses débuts en tant qu'actrice dans le cinéma tamoul,,. Pandian joue ensuite dans Anbirkiniyal (2021), un remake du film malayalam Helen (2019), en tant que personnage principal aux côtés de son père,. Elle joue également dans la minisérie comique Postman qui est diffusée sur ZEE5. Pandian remporte le prix Super Daughter de Femina qui lui est décerné par son père en 2019 après sa première apparition au cinéma dans Thumbaa,. En 2023, elle apparaît dans Kannagi,, et l'année suivante dans Blue Star, et Konjam Pesinaal Yenna.

## Vie personnelle
La nièce de Pandian, Driya, interprète la version plus jeune de son personnage dans Anbirkiniyal. Début 2020, lors de la première période de confinement liée au COVID-19 en Inde, Pandian développe un intérêt pour l'agriculture,. Elle maitrise l'art du fire eating.
Le 13 septembre 2023, Pandian épouse l'acteur Ashok Selvan lors d'une cérémonie de mariage tamoule à Tirunelveli,. Ils jouent ensemble dans Blue Star.

## Filmographie

### Films
| Année | Film                  | Rôle                      |
| ----- | --------------------- | ------------------------- |
| 2019  | Thumbaa               | Varsha Kumaran            |
| 2021  | Anbirkiniyal          | Anbirkiniyal Sivam (Anbu) |
| 2023  | Kannagi               | Gita                      |
| 2024  | Blue Star             | Anandhi                   |
| 2024  | Konjam Pesinaal Yenna | Sanjana                   |

### Télévision
| Année | Film    | Rôle   | Chaîne de diffusion |
| ----- | ------- | ------ | ------------------- |
| 2019  | Postman | Ragini | ZEE5                |

## Distinctions
| Année | Prix                    | Catégorie                               | Film         | Résultat | Réf    |
| ----- | ----------------------- | --------------------------------------- | ------------ | -------- | ------ |
| 2019  | Prix Femina             | Femina Super Daughter                   | Thumbaa      | Lauréate | [ 32 ] |
| 2021  | Prix Zee Cine en tamoul | Meilleure première performance féminine | Thumbaa      | Nommée   |        |
| 2021  | Prix Vikatan            | Meilleure première performance féminine | Thumbaa      | Nommée   |        |
| 2021  | Prix Edison             | Meilleure première performance féminine | Thumbaa      | Nommée   |        |
| 2022  | SIIMA                   | Prix de la meilleure actrice tamoule    | Anbirkiniyal | Nommée   |        |